# Questa è la loro speculazione di morte!
Questa è la loro speculazione di morte! è un album musicale, split tra due gruppi Hardcore punk italiani, Impact ed Eu's Arse.

## Brani

### Impact
1. Polizia
2. Governo
3. Dolci sensazioni
4. La lettera
5. Giustizia
6. Cadaveri

### Eu's Arse
1. Cibernauti
2. E noi?
3. Fino a quando?
4. Servitù militari
5. Corruzione statale